# Boxe aux Jeux de l'Empire britannique de 1938
Navigation
Édition précédente Édition suivante
Les compétitions de boxe anglaise des Jeux de l'Empire britannique de 1938 se sont déroulées du 5 au 12 février à Sydney, Australie.

## Résultats

### Podiums
| Catégories                 | Or                     | Argent          | Bronze             |
| Poids mouches (-50,8 kg)   | Johnny Joubert         | Joe Gagnon      | Hugh Cameron       |
| Poids coqs (-53,5 kg)      | William Butler         | Hendrik Knoesen | Jack Dillon        |
| Poids plumes (-57,2 kg)    | Ceylon Barney Henricus | James Watson    | Kenneth Moran      |
| Poids légers (-61,2 kg)    | Harry Groves           | Harry Hurst     | William Fulton     |
| Poids welters (-66,7 kg)   | Bill Smith (en)        | Arthur Heeney   | Andrew Tsirindonis |
| Poids moyens (-72,6 kg)    | Denis Reardon          | Maurice Dennis  | Rex Carey          |
| Poids mi-lourds (-79,4 kg) | Nick Wolmarans         | Cecil Overell   | Joseph Wilby       |
| Poids lourds (+79,4 kg)    | Thomas Osborne         | Claude Sterley  | Leslie Harley      |

### Tableau des médailles
| Place | Pays             | Médaille d'or | Médaille d'argent | Médaille de bronze | Total |
| ----- | ---------------- | ------------- | ----------------- | ------------------ | ----- |
| 1     | Afrique du Sud   | 2             | 2                 | 0                  | 4     |
| 2     | Angleterre       | 2             | 1                 | 1                  | 4     |
| 3     | Canada           | 1             | 2                 | 1                  | 4     |
| 4     | Australie        | 1             | 1                 | 2                  | 4     |
| 5     | Ceylan           | 1             | 0                 | 0                  | 1     |
| 5     | Pays de Galles   | 1             | 0                 | 0                  | 1     |
| 7     | Écosse           | 0             | 1                 | 1                  | 2     |
| 7     | Nouvelle-Zélande | 0             | 1                 | 1                  | 2     |
| 9     | Rhodésie du Sud  | 0             | 0                 | 2                  | 2     |
| Total | 9 pays médaillés | 8             | 8                 | 8                  | 24    |